# Acceso Sur (Paraguay)
La Ruta Emiliano R. Fernández, conocida popularmente como Ruta Acceso Sur, es una avenida-autovía de Paraguay, que forma parte de la Ruta Nacional PY01. Tiene aproximadamente 35 km de longitud, cuenta con 4 carriles (dos por mano) en casi todo su recorrido, accesos a nivel y cunetas a los costados. Es administrada por el Ministerio de Obras Públicas y Comunicaciones. 
Nace en Asunción, en el conocido cruce Cuatro Mojones (donde colindan cuatro distritos: Lambaré, Fernando de la Mora, Villa Elisa y Asunción), que se encuentra entre la Avenida Defensores del Chaco y la Avenida Fernando de la Mora, siendo la continuación de este último, cruzando por Villa Elisa, Fernando de la Mora, San Lorenzo, Ñemby, San Antonio, Guarambaré, Villeta, Ypané, y termina en la ciudad de Itá. En su continuación en Asunción su nombre cambia a Avda. Fernando de la Mora, posteriormente cambia a Avda. Próceres de Mayo, luego a Avda. Rodríguez de Francia y por último Avda. Ygatimí, terminando así en el barrio Dr. Francia de la ciudad de Asunción.
Este tramo era conocido como "Ruta Ñemby" hasta 1997, cuando se inició el asfaltado total y su duplicación como una alternativa para descongestionar el tráfico a la entonces Ruta 1 (hoy ruta departamental) desde Itá, pasando por San Lorenzo hasta la capital.
Desde julio de 2019, con la recategorización de las rutas nacionales en la Resolución N.º 1090/2019 del Ministerio de Obras Públicas y Comunicaciones, el tramo de Acceso Sur pasa a formar parte de la Ruta PY01, quedando el antiguo tramo (entre San Lorenzo e Itá) como una ruta departamental.

## Toponimia
La avenida es nombrada así en reconocimiento al poeta y músico paraguayo Emiliano R. Fernández.

## Historia
Según el historiador Luis Verón, en la época colonial partían de la capital nueve “caminos reales”. Uno de ellos, el conocido como “cuarto camino real”, era el “Dos Bocas”, hoy conocido como la Avenida Fernando de la Mora, que llevaba a Ñemby, Ypané, Villeta, cruzaba el Río Tebicuary, pasaba por Pilar, Humaitá, culminando en “Paso de Patria”, sobre el Río Paraná. La importancia de este camino fue testigo de acontecimientos bélicos durante la Guerra contra la Triple Alianza en lugares como Ytororó, Avay, Cumbarity, Angostura y Curupayty, entre otros.
Posteriormente la vía sería conocida como Ruta Ñemby, o Ruta a Ñemby. En la década de 1930, el camino era de tierra, y según la referencia de una guía de turismo de la época, se hallaba en “estado regular”. A inicios de los 70, la ruta siguió estando caracterizada por ser un paso de piedra y tierra (pedregullo), y era el camino tortuoso que realizaban las burreras y los carreros ñembyenses para el transporte de sus productos. Hasta 1997, la ruta llegaba hasta el pueblo de Ñemby, y de allí, luego de cruzar el centro y hacer un giro en la Iglesia, iniciaba su itinerario hacia otros rumbos. En 1971 fue autorizada la pavimentación asfáltica de esta ruta por contrato de fecha 21 de mayo, y aprobada por Resolución N.º 79 de la MOPC el 23 de mayo del mismo año. En 1972, fue asfaltada desde su punto de partida en 4 Mojones hasta el pueblo de Ñemby, y en 1978 concluyó el pavimentado del tramo Ñemby-Ypané.

## Construcción del Acceso Sur (PY01)
Originalmente, la nueva ruta debía pasar por San Antonio, pero a último momento se hicieron cambios al trazado que permitieron a Ñemby ser parte de su recorrido. Este hecho trascendental fue posible gracias a las gestiones realizadas por el entonces intendente de Ñemby, Enrique Hugo Delvalle, ante las autoridades del gobierno. La ruta pasaría por Ñemby, pero no por el centro, sino a través de un desvío que bordearía la ciudad. En enero de 1995 iniciaron los trabajos previos a las obras de ensanchamiento de la nueva ruta, nombrada entonces Acceso Sur, y renombrada hoy Ruta Nacional PY01, que incluían el derribo de casas en el casco urbano de Ñemby, y la destrucción parcial del club Fulgencio Yegros. Se construyó una nueva carretera de 26 km desde Ytororô hasta Itá, con un puesto de peaje y una rotonda que empalmaba con la Ruta 1. La nueva autopista fue terminada en 1998, y contaba con dos carriles por cada mano y un paseo central de 80 centímetros. La obra fue ejecutada por el consorcio Tecnoedil-Tragsa, fue entregada en 3 años, y tuvo un costo total de 24 millones de dólares, unos 53 mil millones de guaraníes de la época.

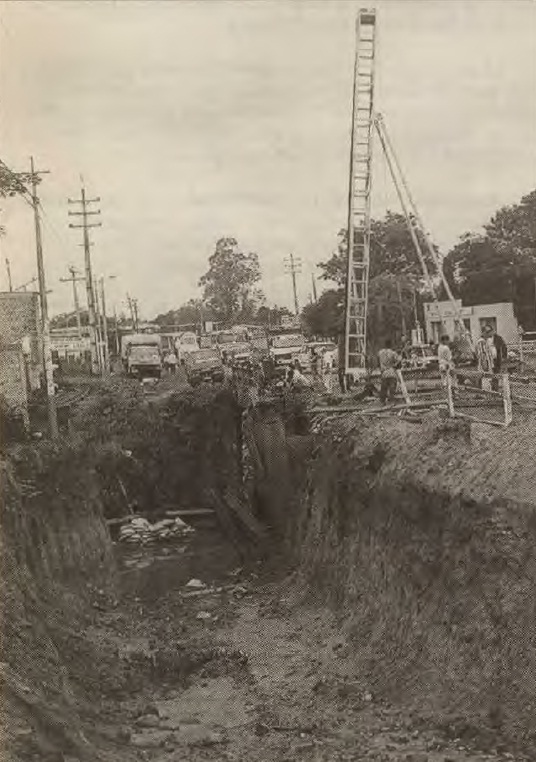
Excavación para colocar entubamientos para los sistemas de desagüe cloacal y pluvial, durante la construcción de la ruta Acceso Sur (hoy PY01).

El 5 de septiembre de 2013, el Congreso Nacional sancionó con fuerza de ley el cambio de denominación de la ruta conocida como Acceso Sur, por "Emiliano R. Fernández", en honor al emblemático poeta y músico popular del Paraguay. El proyecto de ley que autorizaba el cambio de nombre del Acceso Sur ya había sido aprobado el pasado mes de julio por la Cámara de Senadores y sancionado luego por Diputados, de conformidad a lo dispuesto en el artículo 204 de la Constitución Nacional. Desde 2019, con la recategorización de las Rutas Nacionales realizadas por la M.O.P.C, este tramo forma parte de la Ruta PY01.

## Importancia
Esta avenida es la principal para el acceso de materia prima y otros productos desde el interior del país a la capital por la zona sur. Por ella transitan normalmente muchos camiones transportadores y transganados. Además es la vía de acceso a los principales puertos fluviales qué sirven al país para la importación y exportación de productos y materia prima.

## Lugares de interés
Los lugares importantes que se encuentran sobre esta avenida de noroeste a sudeste son:
- Viaducto en Cuatro Mojones - km. 0 (cruce entre Asunción, Lambaré, Fdo. De la Mora y San Lorenzo)
- Túnel en Tres Bocas - km 2,5 (cruce entre Fdo. De La Mora, Villa Elisa, San Lorenzo y Ñemby).
- Sanatorio Floresta
- Escuela Pública Mercedes Ibarra (Fdo. De La Mora)
- Paraguay Refrescos S.A. (Coca-Cola).
- Cerro Ñemby
- Bebidas del Paraguay S.A. (Pulp).
- Burger King (Ñemby).
- Embotelladora Pepsi - AJ Vierci S.A.

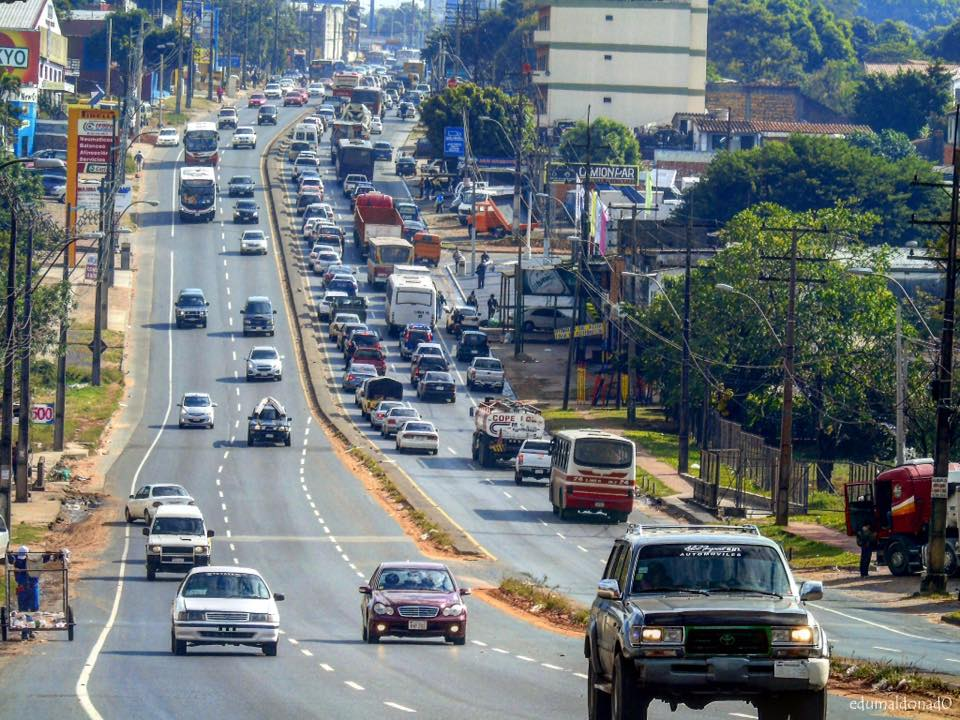
Acceso Sur, antes de la construcción del viaducto de Tres Bocas

- Monumento a la Batalla de Ytororó.

## Infraestructura
La avenida está asfaltada en su totalidad. Su anchura varía de acuerdo a los barrios en los que pasa, existen dos viaductos en todo su recorrido, en el cruce con la Av. Defensores del Chaco, pasando esta última sobre Fernando de la Mora, y en el cruce conocido como "Tres Bocas". 
A principios de 2020 se inició la construcción del viaducto en la zona conocida como "3 Bocas", para agilizar el tráfico en la zona, dicha obra consiste en la creación de un túnel de aproximadamente 700 metros bajo la Ruta Acceso Sur. Cuenta con una rotonda en la superficie, donde se hace el cruce hacia las calles Avelino Martínez y Américo Picco en una longitud aproximada de 700 metros, y totalmente techado en alrededor de 130 metros.
La culminación fue prevista para junio de 2022, sin embargo fue habilitada en abril de 2023, con un costo de 24 millones de dólares.
Además, se proyecta la reparación y la construcción de más pasos a desniveles, cuya adjudicación de los trabajos se estima para finales de 2024. 